# Mauperthuis
Mauperthuis je francouzská obec v departementu Seine-et-Marne v regionu Île-de-France. V roce 2012 zde žilo 499 obyvatel.

## Sousední obce
Saint-Augustin, Saints

## Vývoj počtu obyvatel
Počet obyvatel